# Iglesia de Magdalena (Magdalena)
La Parroquia de María Magdalena es un templo de culto católico, dedicado a santa María Magdalena, que está localizado en la ciudad de Magdalena (Buenos Aires) y pertenece a la jurisdicción eclesiástica de la Arquidiócesis de La Plata. 
En ese sitio se levantó la primitiva Capilla de 1776 y a su lado el primitivo cementerio (camposanto). Una leyenda popular indica que John White, un marino inglés, se encontraba navegando por el Río de La Plata cuando su barco náufrago. Aferrado a un madero junto a un marinero se encomendó a Santa María Magdalena y prometió levantarle una iglesia en su honor si se salvaba. White llegó a las costas de Magdalena, y desde ese momento se propuso cumplir con su promesa, mandando vender sus propiedades en Inglaterra y trayendo materiales desde allí para levantar una capilla.
Una vez afincado en el Pago, John White pasó a ser conocido como el acriollado Juan Blanco, que junto a Juan Noario Fernández, Clemente López Osornio y Toribio Lozano solicitaron autorización para levantar el viejo templo parroquial.
Además, posee un órgano de tubos de la prestigiosa marca alemana Walcker Orgelbau, construido en el año 1888. Su Ilustre Párroco fue Manuel Máximiliano Alberti (Vocal de la Primera Junta y la Junta Grande)
25 de mayo de 1810-1811; al que en 1790 se lo nombró cura y vicario interino del partido de la Magdalena.

## La Ciudad de la Misericordia
La primera "Ciudad de la Divina Misericordia" se encuentra en la Argentina; en la Localidad de Magdalena, provincia de Buenos Aires, y fue "Declarada como CIUDAD DE LA MISERICORDIA (primera en el mundo) por el que ahora es San Juan Pablo II P.p" (El Papa de la Misericordia y La Familia) fue gracias a los esfuerzos del entonces Párroco de La Iglesia Santa María Magdalena de la calle Goenaga 930 Mons. Ángel Diamante D'Auro; allí se venera la réplica de la imagen original de Jesús Misericordioso que en 1934 pintara Eugenio Kazimirowski en Vilnus según las indicaciones de Santa Faustina Kowalska; es una iglesia de un esplendor maravilloso en el que se respira la espiritualidad y al que se puede llegar fácilmente por la R.P 11 desde la Ciudad de La Plata, Arquidiócesis a la que pertenece la Parroquia citada ut supra.  Para el futuro Jubileo Extraordinario de la Divina Misericordia seguramente se obtendrán indulgencias visitando este Templo Majestuoso si el Arzobispo Metropolitano de la Arquidiócesis de La Plata(Monseñor Héctor Rubén Aguer) así lo determina.